# ムレシュ県
| 県章 ムレシュ県の位置 |                     |
| 地域                  | 中央地域            |
| 歴史的な地域          | トランシルヴァニア  |
| 県都                  | トゥルグ・ムレシュ  |
| 面積                  | 6,714km²            |
| 人口                  | 518,193人（2021年） |
| 人口密度              | 77人/km²            |
| ISO 3166-2            | RO-MS               |

ムレシュ県 （ムレシュけん、Judeţul Mureş、発音：'mu.reʃ、ハンガリー語: Maros megye）は、ルーマニア中央部の県。トランシルヴァニア地方に含まれ、県都はトゥルグ・ムレシュ。東はハルギタ県と、西はアルバ県とクルージュ県と、北はビストリツァ＝ナサウド県、スチャヴァ県と、南はシビウ県、ブラショフ県と接する。

## 地理
総面積は6,714平方キロメートルである。
県北東側はカリマニ＝グルギウ山脈（Călimani - Gurghiu ）とカルパティア山脈の丘陵地帯である。他の部分は、深く広い谷が特徴のトランシルヴァニア高原である。
県内の主要河川はムレシュ川である。また、トゥルナヴァ・マーレ川（Târnava Mare）とトゥルナヴァ・ミカ川（Târnava Mică）も流れる。  

## 経済
県内の主要産業には以下のものがある。
- 林業
- 食品加工業
- 織物産業
- ガラス及びセラミック製造業
- 建設資材製造
- 楽器製造

ムレシュ県とシビウ県はともに国内の天然ガス産出量の約半分を担う。製塩業も行われている。　

## 人口統計
人口は518,193人（2021年国勢調査）。主要民族構成は下記の通りである。

人口内の宗教割合は以下のとおりである:
- ルーマニア正教会 -  53.3％
- 改革派教会 - 27％
- カトリック教会 - 9.5％
- 無神論、無宗教または特定の信仰を明らかにしない者 - 0.5％ (2,770人)

## 観光

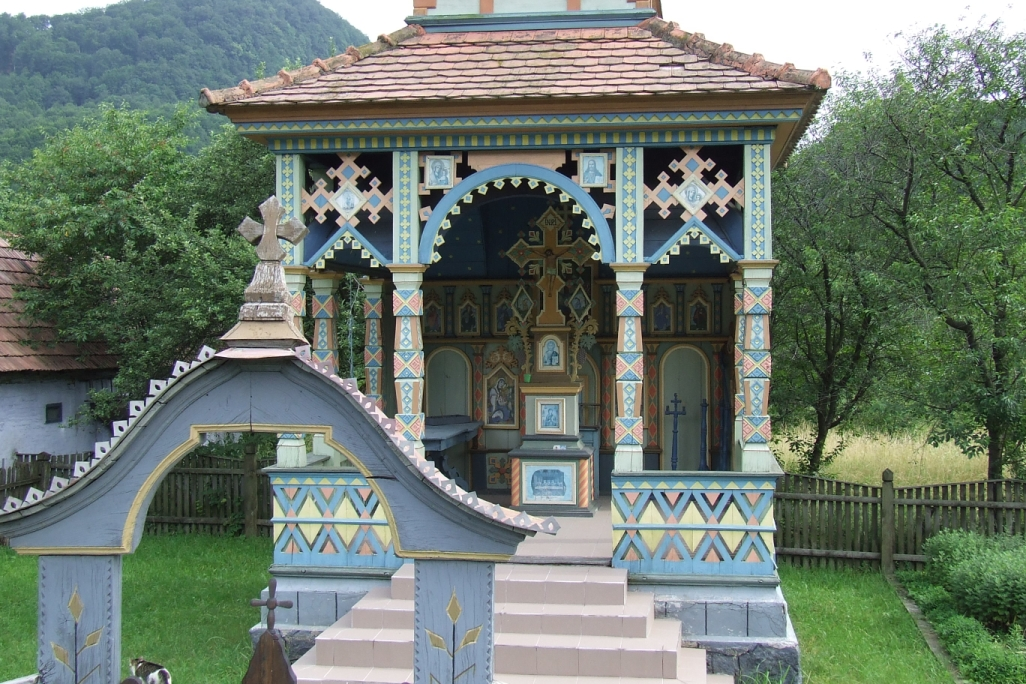
ガラオアイア村のトロイツァ（道端に設置された十字架）

- シギショアラの中世市街
- トゥルグ・ムレシュ旧市街
- レギン

## 政治
ムレシュ県議会の定数は34である。2020年の統一地方選挙の結果をうけた、直近の会派別勢力は下記の通り。
| 政党                 | 議席数 |
| -------------------- | ------ |
| ハンガリー人民主同盟 | 16     |
| 国民自由党           | 9      |
| 社会民主党           | 7      |
| 人民運動党           | 2      |

## 行政区画
4つの都市、7つの町、91の基礎自治体からなる。

### 主な都市
- トゥルグ・ムレシュ（Târgu Mureş）
- シギショアラ（Sighişoara）
- レギン（Reghin）
- トゥルナヴェニ（Târnăveni）